# 唐音
唐音是日本漢字音（音讀）的一類。廣義的「唐音」（唐宋音）指鎌倉時代以後直至近代傳入日本的漢字音，也就是明清時期的南方標準語「南京官話」。包含室町時代傳入的「宋音」與狹義的「唐音」，即江戶時代（明清）傳入的漢字音。「唐音」的「唐」與「吳音」的「吳」和「漢音」的「漢」一樣，並非指朝代，而是對中國的泛稱。本文以論述狹義的唐音為主。

## 概說
江戶時代傳入的「唐音」與之前的「宋音」一樣，主要限於佛典誦讀及學問研究等，對一般用語的影響很小，僅限於特定的詞語。唐音內部尚有不同的系統。
就來源而言，大體分為以下三系。第一是隱元隆琦（福州府福清縣人）於承應三年（1654）渡日後建立的黃檗宗所傳承的用於誦讀清規的明代音。第二是延寶五年（1677）渡日的曹洞宗心越派開祖心越興儔（杭州人）所傳的清規和琴譜（明樂）的誦讀音。第三是江戶時代的漢語學者岡島冠山（1674-1728）及韻鏡學者文雄（1700-1763）等研究者通過長崎的通事（翻譯官）等所學的中國音。有坂秀世氏將此三類分別稱為黃檗唐音、心越系唐音和譯官系唐音。這些音皆主要源於明末清初的南京官話音。相比於鎌倉時代的宋音反映出更新的音韻變化。
学術的上所谓中世唐音（也称宋音）和近世唐音的区分如下。
- 中世唐音是鎌倉時代臨濟宗、曹洞宗朗读佛典所用的音。
- 近世唐音是江戶時代黄檗宗与曹洞宗祇園寺派朗读佛典所用的音，也是長崎通事（日语：唐通事）与漢學者学到的音。該時期由中國東南沿海傳入日本的漢語語音，其語音母體主要為南京官話與杭州音[1]，而兩者一同被統稱為南京口，即廣義的南京話[2]。[3]

## 唐音的特徵
唐音由於母胎音的關係，帶有明顯的類似於現代官話和吳語發音的特色。

### 聲母
- 1. 區別輕唇音f-和重唇音p-。原因是日語出現了半濁音 p-和半濁音符「゜」。如：
  - 輕唇音：福（フ）、伏（フ）、非（フイ）、佛（フ）、煩（ハン）、方（フヮン）、風（ホン）
  - 重唇音：彼（ピイ）、被（ピイ）、比（ピイ）、普（プ）、拜（パイ）、本（ポン）、璧（ピツ）

- 2. 微母字聲母脫落變為行音。如：
  - 微、無（ウ）、問（ウン）、聞（ウン）、萬（ワン）

- 3. 唐音中舌上音字和齒音字變為行音（相對宋音用行表示）。原因是江戶時代、等假名發音由塞音變為塞擦音。如：
  - 舌上音：中（ツン）、畜（チョ）、逐（ツ）、重（ツン）、智（チイ）
  - 正齒音：種（ツン）、爭（ツエン）、支（チ）、吹（ツイ）、至（チ）、川（チェン）、衝（チョン）
  - 齒頭音：從（ツン）、足（ツ）、此（ツウ）、草（ツアウ）、作（ツヲ）、總（ツヲン）

- 4. 疑母字聲母脫落，原則上不變為行音。如：
  - 獄、巍（ウイ）、五（ウ）、月（エツ）

- 5. 曉母、匣母字更多出現行音。原因是江戶時代日語行音變為h-聲母。如：
  - 曉母：喜（ヒ）、虛（ヒイ）、虎（フウ）、海（ハイ）、還（ハン）、風（ホン）
  - 匣母：降（ヒヤン）、寒（ハン）、瑚（フウ）、慧（フイ）、害（ハイ）、會（フイ）

### 韻母
- 1. 見組聲母二等字以拗音表示。反映彼時中國讀音出現i介音。如：
  - 江、階（キヤイ）、覺（キャ）、佳（キヤア）、巧（キヤウ）

- 2. 臻攝的文痕等韻字以韻表示。如：
  - 恨、痕（ヘン）、問聞（ウエン）

- 3. 梗攝二等入聲字（陌韻）以表示。如：
  - 白、陌（ベツ）、客（ケツ）

甚至宕攝入聲字也有的以表示，如 閣（ケツ）。反映這些韻的韻腹為中母音。
- 4. 職韻字以／韻表示。如：
  - 極（)、識（シツ）、直（ジ）

### 韻尾
- 1. 繼梗、曾、通諸攝之後，江攝、宕攝字韻尾亦變為（宋音為）。如：
  - 降、幢（ツワン）、浪（ラン）、唐（タン）、望（ワン）、長（チヤン）

## 例詞
唐音的例詞如下列舉（此處一並列舉可能為宋音的詞）：
、
、（日本饅頭）